# Cienfuegosia australis
Cienfuegosia australis är en malvaväxtart som först beskrevs av Ferdinand von Mueller, och fick sitt nu gällande namn av Karl Moritz Schumann. Cienfuegosia australis ingår i släktet Cienfuegosia och familjen malvaväxter. Inga underarter finns listade i Catalogue of Life.